# Estanyets de Llevata
Els Estanyets de Llevata són dos estanyets del municipi de Sarroca de Bellera (Pallars Jussà), situats a l'extrem nord de l'antic municipi de Benés, de l'Alta Ribagorça. Estan situats al nord del terme, molt a prop del límit amb el terme de Vall de Boí, de l'Alta Ribagorça, a llevant del Cap de les Raspes Roies i al sud-oest del Tuc de Moró. Les seves aigües davallen cap al sud a través del barranc Gros, cap al riu de Manyanet.